# Communauté de communes du Pays Morcenais
Die Communauté de communes du Pays Morcenais ist ein französischer Gemeindeverband mit der Rechtsform einer Communauté de communes im Département Landes in der Region Nouvelle-Aquitaine. Sie wurde am 8. Juni 1994 gegründet und umfasst heute sechs Gemeinden. Der Verwaltungssitz befindet sich im Ort Morcenx-la-Nouvelle.

## Historische Entwicklung
Mit Wirkung vom 1. Januar 2019 wurden folgende Fusion von Gemeinden durchgeführt:
- Morcenx, Arjuzanx, Garrosse und Sindères → Morcenx-la-Nouvelle.

Die ehemaligen Gemeinden verließen den Gemeindeverband, die Commune nouvelle trat ihm bei. Dies reduzierte die Anzahl der Mitgliedsgemeinden von neun auf sechs.

## Mitgliedsgemeinden
| Gemeinde                                 | Einwohner 1. Januar 2022 | Fläche km² | Dichte Einw./km² | Code INSEE | Postleitzahl |
| ---------------------------------------- | ------------------------ | ---------- | ---------------- | ---------- | ------------ |
| Arengosse                                | 713                      | 62,48      | 11               | 40006      | 40110        |
| Lesperon                                 | 1.030                    | 102,81     | 10               | 40152      | 40260        |
| Morcenx-la-Nouvelle                      | 5.005                    | 138,30     | 36               | 40197      | 40110        |
| Onesse-Laharie                           | 1.057                    | 132,13     | 8                | 40210      | 40110        |
| Ousse-Suzan                              | 285                      | 24,48      | 12               | 40215      | 40110        |
| Ygos-Saint-Saturnin                      | 1.344                    | 57,88      | 23               | 40333      | 40110        |
| Communauté de communes du Pays Morcenais | 9.434                    | 518,08     | 18               | –          | –            |